# Marco Franin
Marco Franin (sinh ngày 1 tháng 2 năm 1992) là một cầu thủ bóng đá người Thụy Sĩ-Croatia hiện tại thi đấu cho FC Chiasso ở Giải bóng đá vô địch quốc gia Thụy Sĩ.